# افشارآباد (مقاطعة غيلانغرب)
افشارآباد (بالفارسية: افشارآباد) هي قرية تقع في قسم ديره الريفي (مقاطعة غيلانغرب) في إيران. يقدر عدد سكانها بـ 25 نسمة بحسب إحصاء 2016.